# Alejandro Jodorowsky
Alejandro Jodorowsky Prullansky (Tocopilla, 17 de febrero de 1929) es un artista, cineasta y escritor chileno, nacionalizado francés, de ascendencia judíoucraniana. Desde 1948 ha trabajado como novelista, guionista, dramaturgo, ensayista, poeta, director de cine y teatro, actor, editor de cine, escritor de historietas, músico, compositor, filósofo, psicomago, titiritero, mimo, dibujante, talabartero, pintor, escultor, y autor de cómics.
Ha publicado cuarenta y un libros originales entre 1963 y 2022. Es autor de más de doscientos cómics entre 1965 y 2022. Ha dirigido diez filmes entre 1957 y 2022.
Es mayormente conocido por su aporte al cine de vanguardia, especialmente por El topo (1970) y La montaña sagrada (1973). Su trabajo se caracteriza por «imágenes violentamente surreales y una mezcla híbrida de misticismo y provocación religiosa», que le ha ganado un lugar dentro del cine de culto. Junto con Roland Topor y Fernando Arrabal es el fundador del movimiento pánico.
A la edad de veinticuatro años emigró de Chile, recalando en París (Francia) en 1953. En 1960 emigró a México y luego en 1972 a Nueva York (Estados Unidos); desde finales de 1974 reside en Francia.

## Biografía
Jodorowsky es hijo del matrimonio de emigrantes judíos ucranianos Jaime Jodorowsky Groismann (1901-2001) y Sara Felicidad Prullansky Arcavi. La pareja de comerciantes regentaba una tienda llamada Casa Ukrania, en Tocopilla (ciudad ubicada en la región de Antofagasta). Tuvo una hermana mayor, la poetisa Raquel Jodorowsky (Tocopilla, 1927-Lima, 2011), que vivió en Perú desde 1949.
Tras vivir sus primeros diez años en Tocopilla, la familia se muda en 1939 a la comuna de Quinta Normal en la ciudad de Santiago. Jodorowsky cursó sus estudios secundarios en el Liceo de Aplicación. Comenzó sus actividades artísticas a muy temprana edad inspirado principalmente por la literatura y el cine. Publicó sus primeras poesías en torno a 1945. Pocos años después trabajó junto a poetas como Nicanor Parra y Enrique Lihn, al mismo tiempo que desarrollaba su interés por las marionetas y la pantomima.
A los 17 años debutó como actor y un año después creó la tropa de pantomima Teatro Mímico, junto a Lihn, su amigo. Se matriculó en 1947 en los cursos de Filosofía y Psicología de la Universidad de Chile, pero a los dos años los abandonó.
En 1948 escribió su primer texto dramático: la pieza para títeres La fantasma cosquillosa. Entre 1949 y 1953 realizó en Santiago algunos actos improvisados de corte surrealista, que luego calificará de efímeros (en México) y, a partir de 1962, efímeros pánicos en Francia.
En 1950 funda el Teatro de Títeres del Teatro Experimental de la Universidad de Chile (TEUCH) y dos años después, junto a Lihn y Parra, crean el collage Quebrantahuesos, poesía mural con recortes de periódicos.
Jodorowsky abandona Chile en 1953 y viaja a París para estudiar pantomima con Étienne Decroux, el profesor de Marcel Marceau. Al año siguiente se unió a la compañía de teatro de Marceau, con quien realizó giras por todo el mundo. Acude como alumno libre a los cursos que en La Sorbona imparte el filósofo Gaston Bachelard. Jodorowsky debutó en el cine en 1957 con el cortometraje mimo La Cravate, alabado por Jean Cocteau, que escribió un prólogo para este filme (la copia en celuloide de este corto estuvo perdida durante medio siglo, hasta que apareció en 2006 por azar en un desván en Alemania).
Entre 1960 y 1962 acude con Fernando Arrabal y Roland Topor al café "La Promenade de Venus", en París, donde se celebran las sesiones del grupo surrealista y en el que conoce a André Breton. Finalmente rompen con el grupo y los tres autores —Arrabal, Jodorowsky y Topor— fundan en 1962 el Movimiento Pánico, muy influido por Alfred Korzybski, dadá, el surrealismo y la filosofía de Ludwig Wittgenstein.
Aunque posee dos nacionalidades, chilena y francesa, se considera ciudadano del mundo, y no siente especial simpatía por Francia, aunque reside allí desde 1953 y está nacionalizado desde 1980. Así, sobre ella declaró al diario El País:

Yo me quedo por los libros. Aunque soy ciudadano francés y no debería decirlo, creo que todos los franceses odian Francia. Los franceses te invitan a un té cuando llevan 10 años contigo y para llevarte a su casa esperan a que pasen 15 años. Hasta ese momento, se van al baño para no pagar. Como dijo Roberto Matta, «triunfar en París es fácil, solo los primeros 50 años son difíciles».(Jodorowsky vs. Adanowsky)

Jodorowsky llegó a México en 1959 donde fue contratado por el poeta mexicano Salvador Novo, como maestro de pantomima. Permaneció unos 13 años en ese país, de manera contínua desde el 31 de diciembre de 1965, procedente de La Habana, Cuba, hasta 1978. Alejandro fue censurado por el empresario televisivo Emilio Azcárraga Milmo, cuando protagonizó el destrozo de un piano en un programa en vivo y quiso también, entrevistar a una vaca para que “hablara” de arquitectura. Otro escándalo fue la accidentada realización de la película “La montaña Sagrada”. Un evento también escandaloso era sus “Efímeros pánicos” el cual era una serie de actos espontáneos de liberación corporal. Hubo fastidio en el medio artístico por la película “Fando y Lis”. Se decía que el Emilio “El Indio” Fernández lo quería matar, sin embargo, trabajó con él en la película "Santa Sangre”; pisó la cárcel después de una fiesta de artistas en febrero de 1971. Por ello y otras razones fue estrechamente vigilado por el gobierno mexicano, quien desconfiaba de su persona, quien se hizo acreedor de un expediente de 63 hojas en su versión pública, que hoy reposa en el Archivo General de la Nación.
En 1983 cayó un avión con destino a Barajas, donde entre otros iba Bernardette Landru, madre de su hijo Brontis y Jorge Ibargüengoitia, a lo cual Alejandro declaró que el creía que había sido un acto encubierto por la CIA.
Después de presentarse en México, permaneció, aunque con intervalos, hasta 1974 en ese país, donde se interesó por temas psicológicos y místicos —lo que lo llevaría a iniciarse en la psicoterapia al lado de Erich Fromm en Cuernavaca y en la meditación zen con el maestro Ejo Takata— y dirigió más de un centenar de obras de vanguardia. Durante las siguientes dos décadas, Jodorowsky creó más de cien piezas de teatro

## Vida personal
Jodorowsky vive en París donde da clases de su estilo de tarot y conferencias sobre sus técnicas (la psicomagia y la psicogenealogía) en el café Le Téméraire. Está casado con la pintora y diseñadora francesa Pascale Montandon.
Alejandro tuvo 5 hijos: Brontis (México, 1962, actor, ha trabajado con su padre en El topo y La danza de la realidad), Eugenia (Chile, 1963), Axel (llamado Cristóbal, México, 1965-2022, psicochamán y actor, intérprete en Santa Sangre y protagonista del documental sobre psicomagia y chamanismo Quantum Men), Teo (México, 1971-1995) y Adan (Francia, 1979, músico conocido por su nombre artístico Adanowsky).
En sus perspectivas religiosas, Jodorowsky se autodenomina «místico-ateo».

## Guionista de cómics

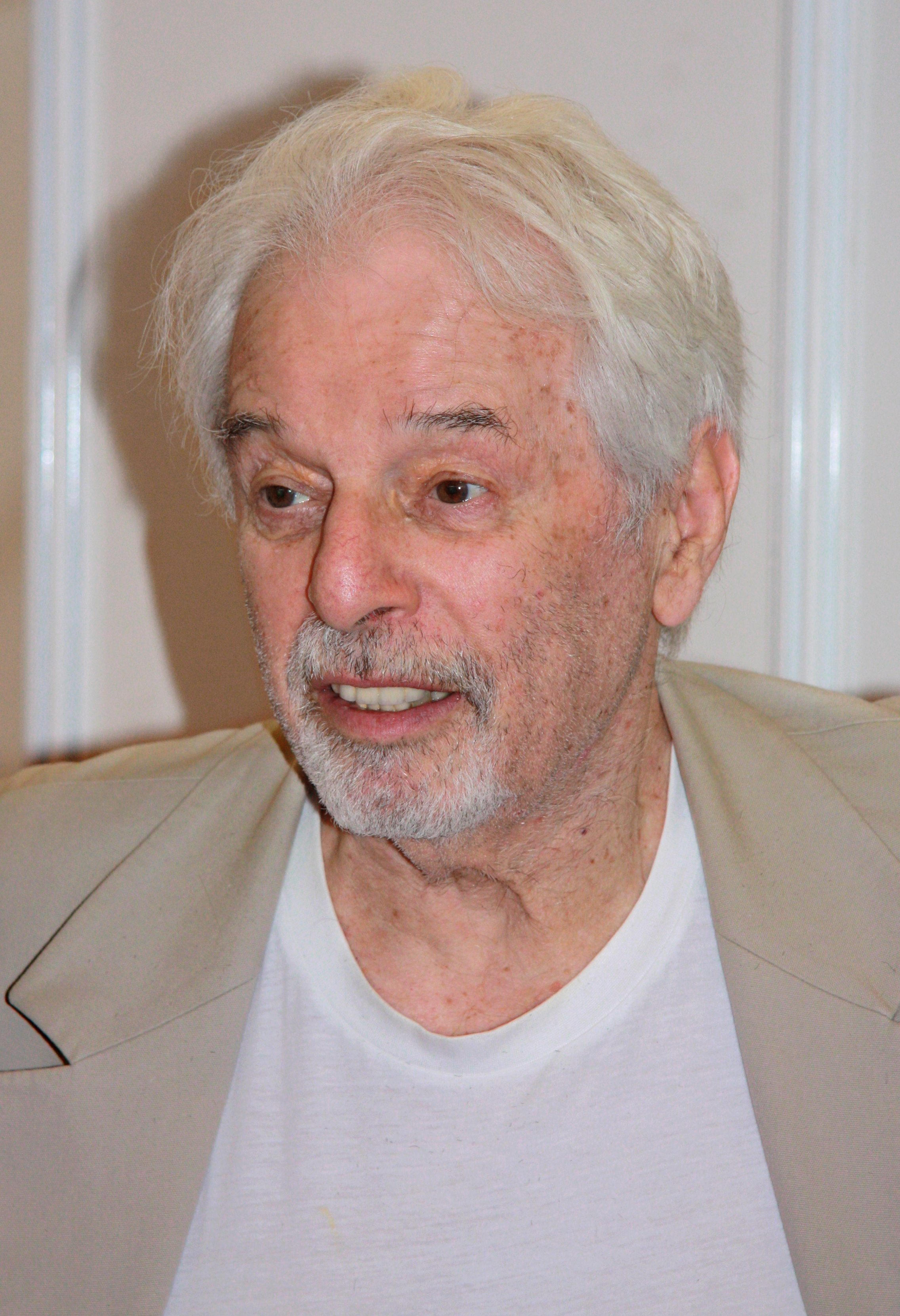
Jodorowsky en la Japan Expo 2008 en París.

Su primer cómic, Aníbal 5, lo creó en México a mediados de 1966 con ilustraciones de Manuel Moro y en el Heraldo de México tuvo su propia tira semanal: Fábulas pánicas (1967-1973). Desde mediados de la década de 1970 formó parte del grupo de los Humanoides Asociados con otros guionistas y dibujantes especializados en el género fantástico y de ciencia ficción, vinculados a la revista Métal Hurlant.
Después de su cuarta película, Tusk, comenzó El Incal, en colaboración con Jean Giraud, Moebius. Esta historieta hunde sus raíces en el tarot y sus símbolos; por ejemplo, el protagonista, John Difool, está vinculado a la carta de El loco. El Incal sería el primero de una serie de varios cómics ambientados en el particular universo de ciencia ficción de Jodorowsky. Su éxito fue internacional, con más de un millón de ejemplares vendidos en treinta años y traducciones a más de veinte idiomas, incluido el japonés. En 1992 se publicó en Santiago Un cómic, libro que tuvo una tirada de apenas 500 ejemplares y que contaba con un cómic inédito, inacabado y póstumo escrito y dibujado por Enrique Lihn titulado Roma la loba, en cuyo prólogo se incluye una entrevista sobre el arte de la historieta y su faceta como guionista e inspirador de numerosos dibujantes. Jodorowsky siempre ha indicado que, durante casi medio siglo, el cómic fue su principal medio de vida, su sustento económico, pues ni su cine ni su teatro le han reportado beneficios económicos:

Alimenté a mis 5 hijos y gané mucho dinero. El cómic es un arte industrial, una carrera, un negocio y a la vez un arte maravilloso. En Francia el cómic se considera como algo cultural.

Sus cómics han sido traducidos a las principales lenguas occidentales y distribuidos en casi todos los países de Europa, América y Japón. Ha sido guionista de historietas durante casi medio siglo (en el periodo 1978-2024), y es autor de más de cuarenta historietas y más de cien álbumes (sumando títulos de un solo tomo y series).

## Carrera cinematográfica
Su cine tiene elementos esotéricos, simbolismos y surrealismo. Muchas veces tildadas de inentendibles, las películas de Jodorowsky tienen un lugar en el llamado cine de culto.

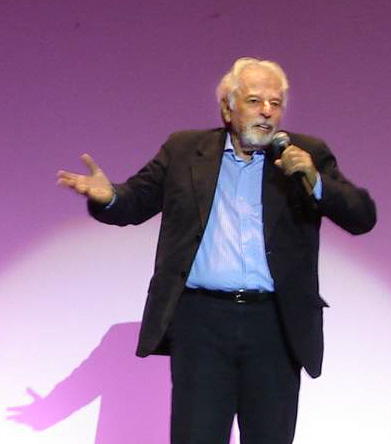
Alejandro Jodorowsky en Sitges, España 2006.

En 1967, el padre de su secretario particular le ofreció financiación para realizar su siguiente obra teatral y rueda con él su primera película, Fando y Lis, adaptación de la obra homónima de Fernando Arrabal. Protagonizada por Diana Mariscal, Sergio Kleiner, su esposa Valerie y Juan José Arreola, se proyectó en el festival de Acapulco en México y Jodorowsky tuvo que salir huyendo para evitar ser linchado. Se dice que el Indio Fernández, indignado por las imágenes de la película, llegó incluso a sacar su pistola.[cita requerida] Atacada por la prensa, la cinta fue defendida ante los periodistas por Roman Polanski, quien había acudido invitado al festival en compañía de su esposa Sharon Tate.
Su segundo filme, El topo, lo estrenó en 1970 con la participación de su hijo Brontis~, Alfonso Arau y Mara Lorenzio. Con esta película Jodorowsky obtuvo reconocimiento internacional y John Lennon, a través de su representante Allen Klein, le ofreció distribuir el filme y financiar parte de su siguiente proyecto: La montaña sagrada. La estrella principal sería George Harrison, pero ante la exigencia de Jodorowsky de mostrar un primer plano de su ano, y la negativa del músico a hacerlo, el director decide no darle el papel.[cita requerida] La montaña sagrada es la única película de ficción basada en el eneagrama de la personalidad, ideado a partir del sufismo por Georges Gurdjieff y desarrollado principalmente por Óscar Ichazo y Claudio Naranjo.
Al año siguiente supervisó el montaje de The Last Movie por hacerle un favor a su amigo Dennis Hopper, director, guionista e intérprete de dicha película. También en 1971 produjo Pubertinaje, largometraje mexicano que consta de tres episodios: Juego de espejos (dirigido por José Antonio Alcaraz), Una cena de navidad (de Pablo Leder) y Tetraedro (de Luis Urías). En el primero actuaron sus hijos Brontis y Axel Cristóbal; hubo que esperar hasta febrero de 1978 para ver el estreno en México DF. Jodorowsky fue asimismo el productor de Apolinar (1972), largometraje dirigido por Julio Castillo (1944-1988), a través de Producciones Zohar.
Dune fue probablemente uno de los proyectos más ambiciosos de Jodorowsky, que trabajó en él durante más de 5 años y al que invitó a participar a Orson Welles y Salvador Dalí, quien cobraría 100.000 dólares por minuto (ya que calculaba que su personaje saldría un máximo de 4 minutos en el filme y Dalí quería ser el actor mejor pagado del momento) y aceptó entusiasmado en su hotel de Barcelona, Chris Foss, Pink Floyd, H. R. Giger y Mick Jagger, todo bajo la dirección artística del dibujante francés Moebius. En octubre de 1975 prescindía del pintor español por posicionarse a favor del Régimen Franquista con ocasión de la campaña tras los fusilamientos del 27 de septiembre. Pero el proyecto, retrasado infinidad de veces, fracasó: la productora se retiró, dejando más de 3.000 dibujos realizados por Moebius, que tiempo después se convertirían en el alma del cómic El Incal. A principios de los ochenta, David Lynch hizo su propia versión cinematográfica de Dune, basada en la novela homónima de Frank Herbert, un clásico de la ciencia ficción. Más tarde haría un libro artístico sobre su frustrado proyecto, que presentaría en 2012 en la reputada Documenta de Kassel.
Tras media década sin dirigir, filma Tusk, una producción francesa rodada en India. A esta le sigue en México su cuarto largometraje: Santa sangre (1989), producida por Claudio Argento y protagonizada por sus hijos Cristóbal y Adán. Contra su voluntad dirige El ladrón del arcoiris (1990), protagonizada por Omar Sharif y Peter O'Toole, uno de sus mayores fracasos debido a las presiones de la compañía del productor judío ruso-polaco Salkind y su esposa, la pintora mexicana Berta Domínguez D. (autora del argumento original y actriz en el filme), quienes toman el control de la película.

### Proyectos cinematográficos no realizados
En una entrevista concedida a Premier Magazine, Jodorowsky dijo que tenía en proyecto una película de gánsteres llamada King Shot, con Marilyn Manson, que interpretará a un papa de 300 años, y probablemente con Nick Nolte, quien ha expresado también interés en trabajar con el director.
Jodorowsky intentó asimismo producir una secuela de El topo bajo el título de The Sons of El Topo y con la participación de Manson y Johnny Depp, pero en 2005 abandonó el proyecto al no encontrar inversionistas. De todos modos, ese año comenzó a preproducir Abelcaín, un filme en el que aparece el personaje de esa película, aunque con otro nombre debido a una lucha legal por los derechos del personaje. Como explicó en una entrevista Jodorowsky:

Estoy trabajando en una producción francocanadiense llamada Abelcaín, la cual es una nueva versión del mismo proyecto. El personaje de El Topo se ha convertido en El Toro. Una sencilla raya añadida a la letra «P» ha convertido una rata subterránea en un feroz toro. Para los verdaderos artistas, las dificultades se convierten en oportunidades, y las nubes en un sólido presente.

Cinco años más tarde retomó el proyecto con la productora rusa Parallell Media Films —el estadounidense Raymond J. Markovich (n. 1966, neoyorquino afincado en Rusia desde 1993), Olga Mirímskaya y Arcadi Golybovich—, compañía especializada en cine fantástico en inglés, con oficinas en Los Ángeles, San Petersburgo y Londres, pero en la primavera de 2011 fue cancelado por falta de fondos, al parecer sine die.

### Revalorización de su cine y legado

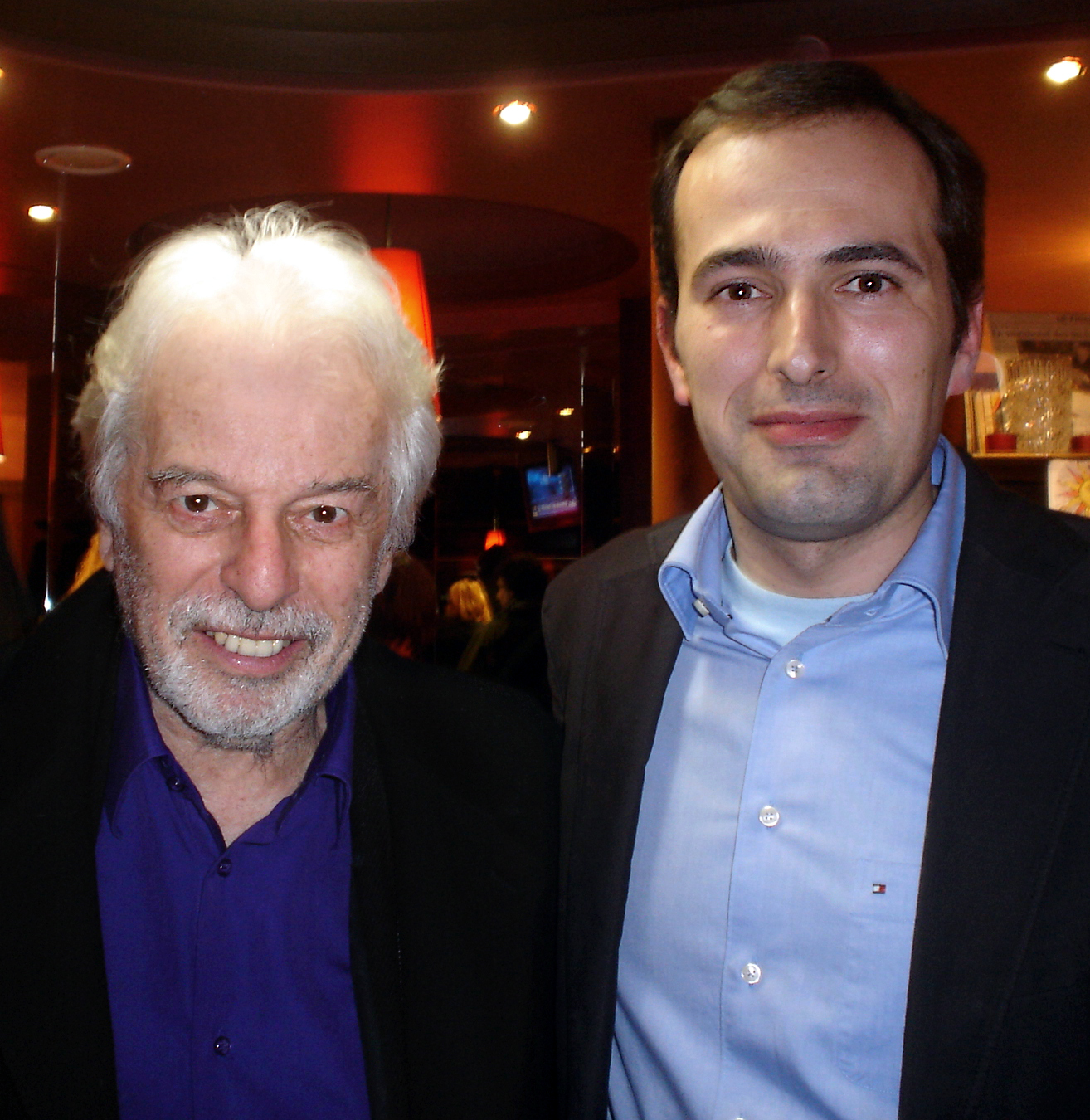
Alejandro Jodorowsky y el escritor español Diego Moldes, París, 2008.

El cine de Jodorowsky está en pleno siglo XXI viviendo una fase de revalorización, en especial en el mundo anglosajón y francófono. Ejemplos de esa nueva apreciación de su cine entre las nuevas generaciones son Zoom Back Camera! El cine de Alejandro Jodorowsky, libro publicado en 2009 por montadora chilena Andrea Chignoli, que participó en la restauración de sus cuatro primeras películas en DVD en Nueva York (2006) —promovidas por la empresa ABCKO, propietaria de los derechos—, o Alejandro Jodorowsky, de Diego Moldes (Cátedra, Madrid 2012), con prólogo del propio multifacético creador.

¿Qué siente al ser etiquetado como cineasta de culto? - Acaba de publicarse un volumen monográfico al que su autor, Diego Moldes, puso como título mi nombre. Es la primera vez que tengo en mi biblioteca un libro que se llama como yo. Es como mi hermano gemelo. En ese preciso instante fui consciente del valor de mi filmografía. El secreto reside en que hago cine sin esperanza económica, casi un suicidio. La financiación de mis primeras películas la obtuve de bandidos, locos, ingenuos, estafadores y cheques sin fondo. Han pervivido en la memoria cinéfila porque son honestas.

Y añade Jodorowsky:

Me gustó mi prólogo, no me acordaba de él, es honesto y sincero, digo lo que en verdad creo, de creer… Me gustó mucho más tu prólogo: todo lo que escribes sobre mí es para mí orgásmico: me encuentro por fin con una mente capaz de comprender mis imágenes mejor que yo mismo… Porque yo no sé a ciencia cierta lo que hago ni quiero saberlo, por sobre todo no quiero saberlo: doy pasos en el vacío, con plena conciencia de cuán peligroso ejercicio es aquello. Gracias Diego por el interés que portas a mi obra, eso me hace sentir que valía la pena haber pasado por lo que pasé para realizarla…

Ha influenciado a numerosos creadores del séptimo arte: al cine mexicano de los años setenta (en especial Juan López Moctezuma y Rafael Corkidi) y a cineastas tan diferentes como Federico Fellini, Dennis Hopper, David Lynch (Eraserhead), Darren Aronofsky (La fuente de la vida), Nicolas Winding Refn, Taika Waititi o Kiril Serébrennikov. Además,  Jan Kounen le cita en los agradecimientos de su película Coco Chanel & Igor Stravinsky (2009).
Un ejemplo de esta impronta lo encontramos en Fellini, quien, tras ver Fando y Lis en Roma bajo el título Il paese incantato, incorporó a su película Satyricon (1969) algunos temas, símbolos y secuencias, tales como la del banquete pantagruélico o la escena de lucha en el interior del cráter volcánico. Además, en 1990, tras ver en la capital italiana el estreno de Santa sangre, le vendió el guion de Viaje a Tulum, en el que el propio Jodorowsky aparece como personaje, y que narra el viaje de Fellini a México en busca de un chamán. El guion de esta cinta fue convertido en cómic por el célebre dibujante Milo Manara, habitual colaborador del chileno-francés.
Nicolas Winding Refn le dedicó su película Drive en los títulos de crédito, indicando que era un tributo a Jodorowsky. En mayo de 2013 este cineasta coincidió con Jodorowsky en el Festival de Cannes, donde le dedicó su filme Only God Forgives. Lo explicó así al New York Times:

He estado viendo a Jodorowsky los últimos dos años en París y nos hemos vuelto muy cercanos. Antes de cenar, siempre teníamos una lectura del tarot y hablábamos de lo que significa. Siento que, como cineasta, él es el último de los grandes gigantes de una era que está llegando a su fin. Hace un año, me bautizó como su hijo espiritual y quería recompensar ese gesto.

En junio de 2012, tras veintidós años sin dirigir, Jodorowsky comenzó a rodar en su Tocopilla natal la adaptación cinematográfica de los primeros capítulos de sus memorias, La danza de la realidad (que narran su infancia de 1929 a 1939). La película fue estrenada en el Festival de Cannes el 18 de mayo de 2013 dentro de la Quincena de Realizadores, en una sesión conjunta de homenaje al cineasta, junto al documental Jodorowsky's Dune (2013), de Frank Pavich. Dos meses y medio después, el 31 de agosto, la cinta fue mostrada gratuitamente en Tocopilla; a las salas comerciales de Francia llegó el 5 de septiembre.
Parte de la crítica internacional evalúa La danza de la realidad así: The Guardian la calificó de «brillante», mientras que Le Monde la consideró «excepcional»; en términos similares se manifestaron revistas estadounidenses como Variety y Hollywood Reporter, así como la práctica totalidad de la prensa francesa, anglosajona, española e hispanoamericana, salvo algunas excepciones como la de El Mundo.

#### Libros sobre el cine de Alejandro Jodorowsky
En los últimos cuarenta años (1985-2024) se han publicado once libros sobre el cine de Alejandro Jodorowsky, cuatro en inglés, cuatro en español, dos en francés y uno en italiano. Es un ejemplo de la creciente influencia del cine de Jodorowsky en la cinefilia en inglés, español, francés e italiano, y en la literatura ensayística y académica. Los autores son: Michel Larouche, Massimo Monteleone, Ben Cobb, Jean-Paul Coillard, Andrea Chignoli, Házael González, Diego Moldes, José Carlos Cabrejo, George Melnyk, Michael Newell Witte (ed.) y William Egginton. Por orden cronológico, son los siguientes:
- Larouche, Michel (1985). Alexandre Jodorowsky, cinéaste panique, Albatros, París.
- Monteleone, Massimo (1993). La Talpa e la Fenice. Il cinema di Alejandro Jodorowsky, Granata Press, Bolonia.
- Cobb, Ben (2007). Anarchy and Alchemy: The Films of Alejandro Jodorowsky (Persistence of Vision 6), ed. Louise Brealey, pref. Alan Jones, int. Stephen Barber. Londres, abril de 2007 / Nueva York, agosto de 2007, Creation Books, Londres y Nueva York.
- Coillard, Jean-Paul (2009), De la cage au grand écran. Entretiens avec Alejandro Jodorowsky, K-Inite Editions, París.
- Chignoli, Andrea (2009), Zoom back, Camera! El cine de Alejandro Jodorowsky, Uqbar Editores, Santiago de Chile.
- Gonzalez, Házael (2011), Alejandro Jodorowsky: Danzando con la realidad, Dolmen Editorial, Palma de Mallorca.
- Moldes, Diego, (2012). Alejandro Jodorowsky, Prólogo de Alejandro Jodorowsky, Ediciones Cátedra, Madrid.
- Cabrejo, José Carlos (2019), Jodorowsky El cine como viaje, Fondo Editorial Universidad de Lima, Lima.
- Melnyk, George, (2023), The Transformative cinema of Alejandro Jodorowsky, Bloomsbury Academic, Londres.
- Newell Witte, Michael (2023), ReFocus: The films of Alejandro Jodorowsky, Edinburgh University Press, Edinburgo.
- Egginton, William (2024), Alejandro Jodorowsky Filmmaker and Philosopher, Bloomsbury Academic, Londres.

#### Influencia de Jodorowsky en la música
La influencia del cine de Jodorowsky se extiende a la música moderna, a artistas tan dispares como John Lennon, Genesis y su líder Peter Gabriel (la historia del álbum The Lamb Lies Down on Broadway se basa en el argumento de El topo, Jodorowsky y Gabriel trabajaron juntos en el disco durante tres semanas en Londres) o Marilyn Manson (los tres fueron sus amigos personales en etapas diferentes de su vida).[cita requerida] El 28 de agosto de 2011 fue lanzado el videoclip Born Villain —dirigido por el actor Shia LaBeouf en colaboración con Marilyn Manson, que además de componer la música también aparece como intérprete—, el cual tiene notables referencias y homenajes a dos películas de Jodorowsky: La montaña sagrada (el filme favorito de Manson) y El topo. Esa influencia se ha hecho extensible a la escenografía de varias giras musicales de Kanye West de su álbum Yeezus, con videoclips de Spike Jonze, fuertemente influenciados por el cine jodorowskiano. Kanye West dijo de él, «Jodorowsky es, para mí, un profeta de la creatividad» (París, 25 de enero de 2017). El cine mexicano de Jodorowsky también ha dejado una impronta intensa en el videoclip de la canción de Lady Gaga 911, de su álbum Chromatica (2020).
El guitarrista de Limp Bizkit, Wes Borland, dijo que la película La montaña sagrada fue una gran influencia en él, especialmente como artista visual, y el álbum conceptual Lotus Island de 2013 perteneciente a su grupo Black Light Burns es un tributo a ella. Otro admirador es el baterista de Mastodon, Brann Dailor. Cedric Bixler-Zavala y Omar Rodríguez López, líderes del grupo de rock The Mars Volta, son grandes admiradores del cineasta e intentaban que sus canciones fueran lo más parecido a sus películas. En una ocasión Rodríguez-López acampó durante 8 horas afuera de la casa de Jodorowsky solo para poder comunicarse con él. También la banda de rock psicodélico progresivo Föllakzoid ha sido influenciada por el cine de Jodorowsky y sus bandas sonoras, tanto en la música y la puesta en escena como en algunos videoclips.
También mantuvo una amistad con el músico Franco Battiato, que dirigió a Jodorowsky como actor en dos largometrajes dirigidos por el autor italiano. En 2024, en el álbum de Vera Sola titulado The Peacemaker la crítica ha apreciado que: «Temáticamente, las letras de Sola tejen relatos fragmentarios acerca de antihéroes atormentados, amores confusos y paisajes donde convergen belleza y desolación. Hay ecos de la obra de directores como Alejandro Jodorowsky».

### El cine de Jodorowsky en DVD y Blu-Ray Disc
Hasta 2004 Fando y Lis y Santa sangre eran las únicas películas de Jodorowsky disponibles en DVD, en copias descatalogadas. El topo y La montaña sagrada hasta 2004 no estaban disponibles para vídeo o DVD, debido a disputas con el distribuidor y propietario Allen Klein. Sin embargo, en el año 2004 Jodorowsky y Allen Klein zanjan la disputa, restauran las películas en 2006, en el estudio de la productora en Nueva York, lo que conduce a que anuncie la distribución de películas de Jodorowsky. El 19 de enero de 2007 el sitio web Digitalbits anunció que el 1 de mayo de 2007 Anchor Bay distribuirá un paquete que incluirá El topo, La montaña sagrada y Fando y Lis (las tres películas que Jodorowsky considera «suyas»).Una edición limitada incluirá las bandas sonoras de las dos primeras; no obstante, copias de estas cintas han estado circulando ilegalmente en Internet desde hace años.
En España, la compañía independiente Cameo Media editó y distribuyó en julio de ese año el pack de ABKCO, con las bandas sonoras mencionadas, además de distribuir su trilogía mexicana en DVD por separado. Vellavisión editó Santa sangre, pero ese DVD está descatalogado. En Alemania se editó en 2010 The Rainbow Thief en DVD, anunciada como el director's cut (montaje del director) algo que Jodorowsky ha desmentido.
En Estados Unidos, a inicios de 2011, se han editado por primera vez en Blu-Ray Disc sus cuatro largometrajes mexicanos: Fando y Lis, El topo, La montaña sagrada (ABCKO Films) y Santa sangre (Severin Films). Esta última película fue presentada por Jodorowsky en Nueva York, con amplia repercusión en medios, incluida una entrevista en el prestigioso The Wall Street Journal.

## Novelas
Siguiendo el orden cronológico en el que fueron escritas (y no en su orden de publicación), las cinco novelas de Jodorowsky son: El loro de siete lenguas (1991), Las ansias carnívoras de la nada (1995), Donde mejor canta un pájaro (1992), El niño del jueves negro (1999) y Albina y los hombres-perro (1999). Han sido traducidas a numerosos idiomas, entre ellos, al inglés, francés, alemán, italiano y portugués.
El prestigio crítico de sus novelas es tardío y muy limitado en el ámbito hispano. No ocurrió así en el ámbito francófono. Efectivamente, aunque su narrativa no fue publicada en castellano hasta la década de 1990, algunas de sus novelas aparecieron primero en la década anterior, la de 1980, en traducciones al francés, gracias a la labor y al entusiasmo del editor y traductor galo Gérard de Cortanze: Les araignées sans mémoire (Les Humanoïdes Associés, col. La Bibliothèque Humanoïde, París, 1980), Le Paradis des perroquets (Flammarion, col. Barroco, París, 1984), Gran Premio del Humor Negro, y Enquête sur un chemin de terre (Acropole, París, 1988).

## Psicomagia y psicogenealogía
La psicomagia es una técnica creada y ejercida por Jodorowsky, que pretende servir de «sanación espiritual». Si bien propone resolver conflictos psicológicos y hasta somáticos, no es una técnica científica ni es reproducible. El mismo Jodorowsky reconoce que no se sitúa «en el terreno científico».
De acuerdo con este, hunde sus raíces en el chamanismo, el tarot, el psicoanálisis y el efecto del teatro. «Para mí la psicomagia es como una derivación de la poesía, del teatro… de todo lo que he hecho».
Jodorowsky fundamenta su metodología en la premisa (sin fundamento científico) de que el inconsciente toma los actos simbólicos como si fuesen hechos reales, de manera que un acto mágico-simbólico-sagrado podría modificar el comportamiento del inconsciente, y por consiguiente, si estuviese bien aplicado, curar ciertos traumas psicológicos.
Estos actos son «diseñados a medida» y se prescriben después de que el «psicomago» analice las peculiaridades personales del consultante, e incluso estudie su árbol genealógico.
Para esto, Jodorowsky creó la psicogenealogía. Esta parte de la premisa de que determinados traumas y comportamientos inconscientes se transmiten de generación en generación, por lo que, para que un individuo tome consciencia de ellos y pueda desligarse de los mismos, es necesario que estudie y haga actos psicomágicos basados en su árbol genealógico y los patrones que existen en él.

### Jodorowsky y el tarot
Para Jodorowsky, el tarot es un elemento sagrado y una búsqueda psicológica profunda que funciona mediante la interpretación de códigos. Su pasión por lo desconocido y sobre todo por entender el tarot lo llevó a acumular más de 1500 tarots diferentes pero fue finalmente el Tarot de Marsella, el más antiguo conocido que data del año 1400 y cuyas figuras son de la época medieval, el que lo sedujo. Después de analizar, una por una las 78 cartas del Tarot de Marsella (22 arcanos mayores y 56 arcanos menores) dedujo que es una gran enciclopedia de símbolos en la que todo significa algo; un lenguaje que habla del presente y no del futuro y que cuando se utiliza para hablar del futuro es una estafa. La interpretación que Jodorowsky dio a cada uno de los 22 arcanos mayores del Tarot de Marsella lo llevó a proponer un método para que cada persona, conociendo el significado de las cartas, pueda leerse el tarot a sí misma.

### Colaboraciones en prensa
En 2008 Jodorowsky recopiló sus cartas a lectores publicadas en el suplemento XL del diario italiano La Repubblica durante el año 2007, en una sección titulada Psicoposta (psicocorreo, en italiano) publicándolo en forma de libro bajo el título Correo terapéutico.

### Controversias
En julio de 2016, Jodorowsky desató una polémica en Twitter cuando publicó: «Un abuso sexual puede ser feroz o puede ser seductor si es un incesto. El abuso incestuoso puede no ser violento y despertar un Edipo». El mensaje provocó reacciones negativas en los usuarios de dicha red; uno de ellos respondió: «Cuando niña sufrí un abuso sexual. Ahora, a pesar de amarlo, me cuesta desear a mi pareja», a lo que el escritor aconsejó: «Disfrázalo del que abusó de ti, y te excitará». Tras las críticas, Jodorowsky borró el segundo mensaje y afirmó: «No borré el tweet porque me arrepiento sino porque muchos parecen no querer o no poder entenderlo».

## Obras

### Filmografía como cineasta
| Año  | Título                       | Director | Escritor | Productor | Notas                                                      | Ref.   |
| ---- | ---------------------------- | -------- | -------- | --------- | ---------------------------------------------------------- | ------ |
| 1957 | La Cravate                   | Sí       | Sí       | No        | Cortometraje                                               | [ 64 ] |
| 1968 | Fando y Lis                  | Sí       | Sí       | No        |                                                            | [ 65 ] |
| 1970 | El Topo                      | Sí       | Sí       | No        | También compositor, diseñador de vestuario y de producción | [ 66 ] |
| 1973 | La montaña sagrada           | Sí       | Sí       | Sí        | También compositor, diseñador de vestuario y de producción | [ 67 ] |
| 1980 | Tusk                         | Sí       | Sí       | No        |                                                            | [ 68 ] |
| 1989 | Santa sangre                 | Sí       | Sí       | No        |                                                            | [ 69 ] |
| 1990 | El ladrón del arcoiris       | Sí       | No       | No        | Escrita por Berta Domínguez D.                             | [ 70 ] |
| 2013 | La danza de la realidad      | Sí       | Sí       | Sí        |                                                            | [ 71 ] |
| 2016 | Poesía sin fin               | Sí       | Sí       | No        |                                                            | [ 72 ] |
| 2019 | Psicomagia, un arte que sana | Sí       | Sí       | No        | Documental                                                 | [ 73 ] |

### Filmografía como actor
| Año  | Título                                   | Papel                      | Notas                   | Ref.   |
| ---- | ---------------------------------------- | -------------------------- | ----------------------- | ------ |
| 1957 | La Cravate                               | Él mismo                   | Cortometraje            | [ 64 ] |
| 1968 | Fando y Lis                              | Titiritero (no acreditado) |                         | [ 65 ] |
| 1970 | El Topo                                  | El Topo                    |                         | [ 66 ] |
| 1970 | Anticlímax                               | Él mismo                   |                         | [ 74 ] |
| 1973 | La montaña sagrada                       | El alquimista              |                         | [ 67 ] |
| 1991 | Jonathan Ross Presents for One Week Only | Él mismo                   | Programa de entrevistas | [ 75 ] |
| 1994 | The Jodorowsky Constellation             | Él mismo                   | Documental              | [ 76 ] |
| 2002 | Cherif                                   | Profeta                    |                         | [ 77 ] |
| 2003 | Nada fácil                               | Pablo, el padre            |                         | [ 78 ] |
| 2006 | Musikanten                               | Ludwig van Beethoven       |                         | [ 79 ] |
| 2007 | Nada es como parece                      | Personaje sin nombre       |                         | [ 80 ] |
| 2011 | The Island                               | Jodo                       |                         | [ 81 ] |
| 2012 | NWR                                      | Él mismo                   | Documental              | [ 82 ] |
| 2013 | Jodorowsky's Dune                        | Él mismo                   | Documental              | [ 83 ] |
| 2013 | La danza de la realidad                  | Alejandro viejo            |                         | [ 71 ] |
| 2013 | Ritual: A Psychomagic Story              | Fernando                   |                         | [ 84 ] |
| 2015 | My Life Directed by Nicolas Winding Refn | Él mismo                   | Documental              | [ 85 ] |
| 2016 | Poesía sin fin                           | Alejandro viejo            |                         | [ 72 ] |
| 2019 | Psicomagia, un arte que sana             | Él mismo                   | Documental              | [ 73 ] |
| 2021 | Les méchants                             | Hombre misterioso          |                         | [ 86 ] |

### Literatura (teatro)
- La fantasma cosquillosa (farsa iniciática) (1948).
- La princesa Araña (1958).
- Melodrama sacramental (1965).
- Zaratustra (1970).
- El túnel que se come por la cola (auto sacramental pánico) (1970).
- El juego que todos jugamos (1970).
- El mirón convertido (tragedia pánica) (1971).
- El ensueño (paráfrasis de la obra de Augusto Strindberg) (1971).
- Pedrolino (mimodrama ballet) (1998).
- Ópera pánica (cabaret trágico) (2001).
- Escuela de ventrílocuos (comedia absurda) (2002).
- Las tres viejas (melodrama grotesco) (2003).
- Hipermercado (paporreta infame) (2004).
- El sueño sin fin (drama sublime) (2006).
- Sangre real (drama antiguo) (2007).
- Teatro sin fin (tragedias, comedias y mimodramas), antología que incluye todos los títulos anteriores; Siruela, Madrid, 2007.
- Le gorille (El gorila), obra inédita de 2009, inspirada en el relato Informe para una academia (Ein Bericht für eine Akademie, 1917), de Franz Kafka.

### Narrativa, poesía y ensayo
- Cuentos pánicos, con ilustraciones de Roland Topor; Editorial Novaro, 1963.
- Teatro pánico, Editorial Novaro, 1965.
- Juegos pánicos, Editorial Novaro, 1965.
- El topo, fábula pánica con imágenes, guion original de la película homónima, Novaro, 1970.
- El loro de siete lenguas, novela, Grijalbo, 1991 (2.ª ed.: Siruela, 2005).
- La trampa sagrada: Conversaciones con Gilles Farcet, entrevista, Grijalbo, 1991 (edición ampliada: Chandra, 2007).
- Donde mejor canta un pájaro, novela, Grijalbo, 1992 (2.ª ed.: Siruela, 2002).
- Las ansias carnívoras de la nada, novela, Grijalbo, 1995 (2.ª ed.: Siruela, 2006).
- Psicomagia, ensayo, Seix Barral, 1995 (2.ª edición ampliada: Siruela, 2007).
- Sombras al mediodía, Dolmen, Santiago, 1995.
- Antología pánica, recopilación de textos por Daniel González-Dueñas, 1996.
- Los Evangelios para sanar, ensayo, 1997, (2.ª edición: Siruela, 2007).
- La sabiduría de los chistes, ensayo, con ilustraciones de George Bess; Obelisco, 1997.
- El niño del jueves negro, novela, Siruela, 1999.
- Albina y los hombres-perro, novela, con ilustraciones de François Boucq; Grijalbo, México / Siruela, Madrid, 2000.
- No basta decir, poesía, Visor, 2000.
- La danza de la realidad, memorias, Siruela, 2001.
- El paso del ganso, relatos, Visor, 2001.
- La sabiduría de los cuentos, ensayo, Obelisco, 2001.
- La escalera de los ángeles, ensayo, Obelisco, 2001.
- El tesoro de la sombra, memorias, Siruela, 2003.
- El dedo y la luna, ensayo, Obelisco, 2004.
- Piedras del camino, poesía, Obelisco, 2004.
- La vía del tarot, ensayo, en coautoría con Marianne Costa; Siruela, 2004.
- Yo, el tarot, ensayo y poesía, Siruela, 2004.
- El maestro y las magas, memorias, Siruela, 2005.
- Solo de amor, poesía, Visor, 2006.
- Cabaret místico, filosofía y sicología, Siruela, 2006.
- Correo terapéutico, ensayo, La Esfera de los Libros, 2008.
- Manual de Psicomagia (consejos para sanar tu vida), Siruela, 2009.
- Pasos en el vacío, poesía, Visor, 2009.
- Tres cuentos mágicos (para niños mutantes), Siruela, 2009; incluye:
  - Memorias de un niño bombero (semiautobiográfico), Loïe del cielo y La increíble mosca humana.
- Cuentos mágicos y del intramundo, incluye los anteriores tres realatos más 56 microtextos bajo el título de Cuentos del intramundo; Random House Mondadori, 2010.
- Poesía sin fin, toda su lírica; Editorial Huacanamo, 2009.
- Metagenealogía, ensayo, en coautoría con Marianne Costa; Siruela, 2011.
- Ojo de oro (metaforismos, psicoproverbios y poesofía), creado a partir de Twitter; Siruela, 2012.
- Viaje esencial, poesía, Ediciones Corriente Alterna, 2012; 2.ª ed. aumentada: Siruela 2016.
- 365 tuits de sabiduría, creado a partir de Twitter; Siruela, 2014.
- La vida es un cuento, edición digital exclusiva Amazon, 2014 y Siruela 2015.[87]
- 365 tuits de amor, creado a partir de Twitter; Siruela, 2015.
- El Retorno de los sabios, coautor José Ignacio Carmona (2013) ISBN 9788494113314.
- De la psicomagia al psicotrance, Siruela, 2022.
- La voz del maestro, Siruela, 2024, ISBN 978-84-19942-75-3.

### Cómics (series y títulos individuales)
Las fechas son las de la primera edición original, editadas en español las 3 primeras (en México) y en francés el resto (en París). En el caso de las series de cómics, la fecha indica el primer tomo o álbum
- Aníbal 5, serie de 6 álbumes hecha con el dibujante Manuel Moro; Ciudad de México, 1966
- Los insoportables Borbolla, con Moro, Ciudad de México, 1966
- Fábulas pánicas, reimpresiones de tiras publicadas en el periódico Heraldo de México, guion y dibujo de Jodorowsky, 1967-1973; serie completa de las 284 fábulas pánicas, Grijalbo, 2003
- Los ojos del gato (Les Yeux du chat, París, 1978), con el dibujante Moebius
- El Incal (París, 1981-1989), serie de 6 álbumes con el dibujante Moebius, 1. El Incal Negro, 2. El Incal Luz, 3. Lo que esta Abajo, 4. Lo que esta Arriba, 5. La Quintaesencia - 1.ª parte, y 6. La Quintaesencia - 2.ª parte.
- Las aventuras de Alef-Thau (Les Aventures d'Alef-Thau, París, 1983-1998), primero con el dibujante Arno y luego con Al Covial; serie de 8 álbumes
- El Dios celoso (Le Dieu Jaloux, París, 1984), con el dibujante Silvio Cadelo
- L’Ange Carnivore (París, 1986), con Cadelo
- La saga de Alendor (Allandor, 1984-1991), con Cadelo; integral editada en 1991 que reúne los dos álbumes anteriores, Le Dieu Jaloux y L’Ange Carnivore.
- Los gemelos mágicos, (Les jumeaux magiques, París, 1987), con el dibujante George Bess
- Antes del Incal (Avant l'Incal, 1988-1995), serie de 6 álbumes con el dibujante Zoran Janjetov
- El lama blanco (Le Lama blanc, París, 1988-1993), con el dibujante George Bess. Serie de 6 álbumes.
- Aníbal Zinq (Aníbal Cinq, 1990-1992), serie de 2 álbumes con Bess
- El corazón coronado (Le Cœur couronné, París, 1992-1998), serie de 2 álbumes con Moebius
- La casta de los Metabarones (La Caste des Méta-Barons, París, 1992-2002), con el dibujante Juan Giménez López. Serie de 8 álbumes y 2 álbumes extra: HS1 La Maison des ancêtres y HS2 L’Univers des Méta-Barons (varios dibujantes), ambos en 2000
- La pasión de la Diosa-mante (Diosamante, París, 1992), con el dibujante Jean-Claude Gal
- Cara de luna (Face de lune, 1992-2004), serie de 5 álbumes con el dibujante François Boucq
- Oda al X (París, 1993), con Bess
- La vérité est au fond des rêves (París, 1993), con el dibujante Jean-Jacques Chaubin
- Garras de Ángel (Griffes d’ange, París, 1994), con Moebius
- Juan Solo (París, 1995-1999), serie de 4 álbumes con Bess
- Gilles Hamesh, detective privado de todo (Gilles Hamesh, privé (de tout), París, 1995), con el dibujante Durandur (Michel Durand)
- Allior (Aliot,1: Le Fils des ténèbres, París, 1996), con el dibujante Víctor de la Fuente
- Los Tecnopadres (París, 1998-2006), serie de 8 álbumes con el dibujante Zoran Janjetov
- Le tresor de l'ombre (París, 1999), con Boucq
- Megalex[88] (París, 1999), serie de 3 álbumes con el dibujante Fred Beltran
- Después del Incal (Après l'Incal, París, 2000), con Moebius
- Bouncer (París, 2001-2009), serie de 7 álbumes con Boucq
- Los Borgia (Borgia, París, 2004-2010), serie de 4 álbumes con Milo Manara
- Astéroïde hurlant (París, 2006), con varios dibujantes de Humanoides Asociados
- Pietrolino (París, 2007-2008), serie de 2 álbumes con el dibujante Olivier Boiscommun
- El mundo de Alef-Thau (Le mond d'Alef-Thau, París, 2008-2009), serie de 2 álbumes con el dibujante Marco Nizzoli
- Les Armes du Méta-Baron (París, 2008), con los dibujantes Travis Charest y Janjetov
- Final Incal (París, 2008-2011), 2 tomos con el dibujante Ladrönn: Los Cuatro de John Difool (2008) y Louz de Garra (2011)
- Castaka - La Casta de los Metabarones (París, 2008-2014), con el dibujante Julio Martínez Pérez, alias Das Pastoras. Tomo 1: 1. Dayal · El Primer Ancestro. Tomo 2: 2. La Gemelas Rivales
- El Papa terrible (Le Pape terrible, París, 2009), serie de 2 álbumes con el dibujante Theo Caneschi y colores de Sébastien Gérard
- Sangre real (Sang royal, París, 2010-2012), 3 tomos con el dibujante Dongzi Liu
- Ogregod (París, 2010-2012), 2 tomos con Janjetov: Les Naufragés, 2010, y Sans futur, 2012
- Showman Killer (París, 2010-2012), serie de 3 álbumes con el dibujante Nicolas Fructus. Tomo 1: Un Héroe sin Corazón, 2010; 2: El Niño de Oro, 2012; 3: La Mujer Invisible, 2012
- Los hijos del Topo (Les Fils d'El Topo, París, 2016-2017), Les Fils d'El Topo - Tome 1 Caïn, Los hijos del Topo. Tomo 1: Caín, dibujo: José Ladrönn, Reservoir Books, Barcelona 2016.
- Los caballeros de Heliópolis, saga con dibujos del diseñador belga Jeremy Petiqueux (1984) 
  - Nigredo, l'œuvre au noir, Glénat, Grenoble, 2017
  - Albedo, l’œuvre au blanc, Glénat, Grenoble, 2018